# Ángel Cabrera (pianista)

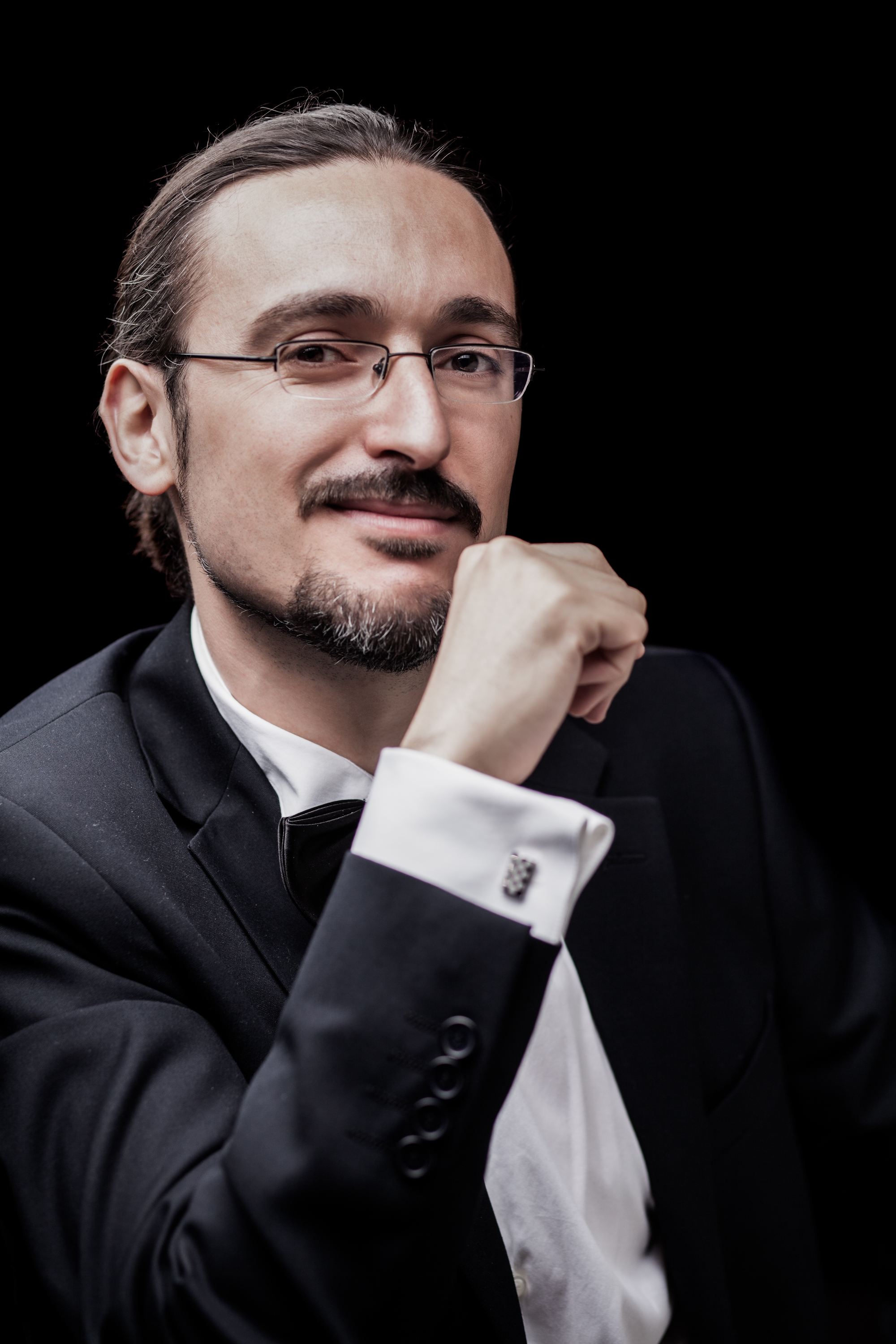

Ángel Cabrera  (Guadalajara, España,1977) es un pianista español.

## Biografía
Inició sus estudios con Esther Zillarbide. Se formó con Fernando Puchol en el Real Conservatorio Superior de Música de Madrid  y en la Escuela Superior de Música Reina Sofía donde continuó sus estudios de piano con la gran pedagoga rusa Galina Eguiazárova y música de cámara con la profesora Márta Gulyás y Eldar Nebolsin. Al finalizar continuó su formación en la Folkwang Universität der Künst  en Essen (Alemania) con el profesor Boris Bloch. Ha recibido la influencia de figuras como Aldo Ciccolini, Rosalyn Tureck y Krystian Zimerman y del gran barítono finlandés Tom Krause con el que trabajó durante una década.
A lo largo de su carrera, ha actuado como solista y en colaboraciones de música de cámara en numerosos escenarios de Europa, Estados Unidos y Asia. Ha participado en prestigiosos ciclos internacionales y se ha presentado en salas y festivales emblemáticos como el Auditorio Nacional de Madrid, el Palau de la Música de Valencia, el Konzerthaus de Berna y Dortmund, el Concert House de Oslo, el Seiji Ozawa Hall en el Festival de Tanglewood, el Shanghai Symphony Concert Hall, el Beijing Concert Hall y el icónico Teatro de La Scala de Milán. También ha actuado en el Festival Internacional de Música Sinfónica de Argel y en el Festival de Música y Danza de Granada.

## Premios
Ángel Cabrera ha obtenido numerosos premios nacionales e internacionales a lo largo de su carrera, entre ellos destacan:
- Primer a la mejor Interpretación española I José Iturbi International Music Competition de Los Ángeles.[3]
- Cuarto premio y Premio a la Mejor Interpretación de Música Española en el XVI Concurso Internacional de Piano José Iturbi de Valencia.
- Premio a la mejor interpretación de Chopin en el IX Concours-Grieg International Piano Competition de Oslo.

## Discografía
Ángel Cabrera cuenta con varias grabaciones destacadas, tanto en solitario como en colaboración con otros músicos:
- ''Songs of Paolo Tosti'', grabado junto al tenor Francisco Corujo, reconocido por su exquisita sensibilidad y musicalidad en canciones de tradición popular italiana.
- Polish Song's  de Chopin, con la soprano Iwona Sobotka, alabadas por su virtuosismo y expresividad.
- ''Cabrera plays Debussy[4]'', álbum en solitario dedicado al repertorio impresionista del compositor Claude Debussy, producido para el sello discográfico Playclassics.
- Grabaciones en vivo para emisoras como Radio Nacional de España, Radio Televisión Española, Radio France y ClassicsFM.

Esta discografía refleja tanto su versatilidad como solista y acompañante, siendo reconocido por la crítica por su sensibilidad, precisión y musicalidad en el acompañamiento vocal y pianístico.